# Святий Матвій і ангел
«Святий Матвій і ангел» (італ. San Matteo e l'angelo) — картина (1599—1602) Караваджо з живописного циклу для капели Контареллі римської церкви французької громади Сан-Луїджі-дей-Франчезі.

## Історія створення
Перший варіант центральної картини циклу, присвяченого апостолу Матвію, духовенство відкинуло, як такий, що суперечить канонам. Апостол, натурником для якого, мабуть, став літній чоловік із народу, сидів у кріслі, схрестивши оголені грубі ноги. Він уважно вдивлявся в книгу, що лежала на колінах, створюючи враження, що навряд чи знає грамоту. Над апостолом схилявся, різко контрастуючи з ним, прекрасний ангел-андрогін, фігуру якого підкреслює одяг. Ангел з великими труднощами спрямовував рух руки апостола. Пози персонажів вівтарного образу визнано «неналежними». Картину придбав банкір та колекціонер Вінченцо Джустініані, визволивши художника зі скрути. Пізніше це полотно зберігалося в Берліні та загинуло в квітні 1945 року під час штурму міста. Збереглася лише його чорно-біла репродукція.
У другій версії картини, закінченій до 1602, художник пом'якшив початковий задум. Розміри образа збільшено, порівняно з першим варіантом — на той час замовники розірвали контракт зі скульптором Якобом Кобертом, який мав виліпити фігуру святого для вівтаря. За початковим задумом, картина Караваджо мала зайняти місце трохи вище від двох інших полотен капели над скульптурою, нині ж вони розташовані на одному рівні. У другій половині XVII століття три полотна Караваджо, присвячені історії апостола, забрали в церковну крипту. Завдяки мистецтвознавцю Роберто Лонгі полотна відкрито знову і показано 1951 року на першій персональній виставці Караваджо.

## Сюжет
Дві фігури яскраво вирізняються на глухому чорному тлі. Натхненний Матвій слухає небесного посланця, який витає над ним у вирі білого одягу. Поза Матвія нестійка — простий табурет, на який він спирається коліном, нахилився над пусткою. Разом з тим, апостол зберігає природність і невимушеність, записуючи слова ангела. Жест ангела, який відгинає пальці, свідчить про те, що він дає точні вказівки.
Ангел є символом євангеліста Матвія. За «Золотою легендою», Матвій має символ в образі людини, тому що ясніше від інших євангелістів указав на людську природу Ісуса.

## Фільмографія
- «Ангели та мучителі», фільм Алена Жобера[fr] з циклу «Палітри[ru]» (Франція, 1998).